# 薄幸
薄 幸（すすき みゆき、1993年〈平成5年〉1月24日 - ）は、日本のお笑い芸人。お笑いコンビ「納言」（なごん）のメンバー。

## 来歴
- 千葉県柏市出身。小学生の時にハロー!プロジェクト・キッズのオーディションを受けたことがあり、これが人生で初めてのオーディションだった[2]。その後小学5年生から高校2年生の年齢まで[注 1]、子役としての活動歴があり[3]、『1リットルの涙』（フジテレビ）、『行列のできる法律相談所』（日本テレビ 再現VTR）、ベネッセコーポレーションのCMなどに出演[4]。小学4年生時には大ファンだったモーニング娘。のオーディションも受けたといい、一次の書類は通過するも二次ではモーニング娘。の「ふるさと」ではなく唱歌の「ふるさと」を熱唱し、「質疑応答も省かれた」ほどのダダスベりで落選した[5]。中学に進学すると、学園ドラマで教師に反抗する不良生徒に憧れを抱き、「3年B組金八先生」の第5シリーズで風間俊介が演じた兼末健次郎に憧れ、オーディションを受けたことがあった[5]。子役をやっていたこともあって元々芸能界への憧れは強かった[6]が、高校2年生頃の時に「100人に1人だけ全く演技力が無いままで生まれる赤ちゃんがいるんだけど、それがあなたです」とマネジャーから言われたことでそのまま女優になることをあきらめた。しかし、芸能界には行きたいということから、さまぁ〜ずに憧れたこともあって芸人になることを目指した[6][2][7]。
- ワタナベコメディスクール（WCS）13期生出身。太田プロダクションに所属し、2010年10月から「小泉みゆき」の名前で、女性コンビ「朝一番」のメンバーとして活動していたが[8]、2015年3月に解散[3]。
- 2015年3月12日放送分のテレビ番組「たけしの等々力ベース」第100回「命名！ネーミング道を究める！」にて[9]、「幸が薄そう」との第一印象から、ビートたけしより現在の芸名である薄 幸（すすき みゆき）を名付けられた[3]。その際に、他の候補となった芸名は、「肉便器実子」、「ヤマハ発情器」、「ヤマハ興奮器」、「ビーチクロイクー」、「インリンランラン」、「ライオネス＆飛鳥」、「泉しげ子」、「ドーラみゆき」だった[10]。
- ピン芸人時代のネタは漫談、一人コント。漫談では「いい女」キャラでのネタを多く行っていた。
- 2017年1月から、元「すとろんぐカラ〜」（2016年11月解散）の安部紀克とコンビ「納言」を結成して活動[11]。M-1グランプリ2018では準々決勝に進出した[12]。納言のメンバーになってからは、ライダースジャケットタイプの革ジャンを主な衣装とし、巻き舌調で喋るガラの悪そうな女のキャラを多く演じている[10]。
- 2019年はテレビ出演が急増。株式会社エム・データの調査による「下半期・急上昇テレビ番組出演ランキング」のフレッシュ平成世代部門の1位になった[13]。そこからギャラの増加を期待して2019年8月にアルバイトを辞めたが、その後、思ったほど収入が無く借金生活に陥ってしまい、親が支払ってくれたことで返済できたという[14]。
- 2025年7月29日、体調面での不調が見られ、精密検査のため検査入院することとなったのにともない、一定期間の休養を取ることが発表された[15]。8月8日、翌9日からの活動再開を発表[16]。

## 人物
- 公称サイズは身長158cm、B85cm、W59cm、H85cm。Eカップ[17]。本人曰く「本当は爆乳」だが、女として見られないようにするため、胸の形が出ないようなダボっとした服をよく着ているという[18]。
- お笑いを意識し始めたきっかけは、中学生時代に修学旅行で関西に行った時に、ホテルのテレビで初めて海原やすよ・ともこを観た他、ブラックマヨネーズやチュートリアルの関西ローカルの番組を観て「こんな面白い世界があったのか」と思ったことだった[19]。
- 普段は右利きだが、食事と歯磨きの際は左利きである[20]。
- 好物は茶碗蒸し。
- バイク好きで、普通自動二輪免許を所持[3]。この他、恐竜（恐竜の名前が全て言える）[3]、料理も好き[21]。喫煙者（ヘビースモーカー）であり、2019年9月12日放送の『アメトーーク!』（テレビ朝日）では、自宅で大量に酒を飲む家飲みの様子、トークの合間にタバコのせいで痰が絡むといった様子が放送された[10]。このようにバラエティ番組では、そのヤサグレぶりにスポットが当たることが多い[19][22]。
- 千葉県立流山高等学校を中退。3回停学処分を受けて退学となった（1回目は先生とケンカ、2回目は駅員とケンカ、3回目は先輩が栽培していたトマトを盗んだのが停学理由）。在学中に自分でつけたあだ名は「ジョニー」。退学後、通信教育を受けたが卒業した記憶はないという[23][24]。
- 15歳の時からめまいに悩まされており、20歳の時に検査したところ、良性発作性頭位めまい症と判明した。確たる治療法が無いこともあり、その後はめまいを治す体操を続けているという[25]。
- 子役だった頃や、その後、女優を目指していた時期は本人曰く「猫をかぶっていた」ということで、むしろ今、納言のメンバーとして見せているのがありのままだという。かつて行儀良くしていた時の方が周りに怒られ、納言結成後は挨拶しただけで「意外とちゃんとしてる」と褒められるということで、ありのままの姿を出して評価が一変したという[26]。
- 2020年の夏頃より、アミ（ポンループ）、大原優一（ダンビラムーチョ）、野澤輸出（ダイヤモンド）とルームシェアをしていた[27][28]。2021年末からは一人暮らしを再開している[29]。
- 2021年4月23日、『有吉ジャポン2ジロジロ有吉』（TBS）のオートバイのツーリング企画でロケ現場間を移動のため「東京湾アクアライン」浮島インターチェンジ付近を中型自動二輪で走行中、バランスを崩して転倒。右鎖骨を骨折するケガをした[30][31]。
- プライベートの時も公の場に出る時のままの状態でいるため、よく声をかけられるという。その中で、『月曜から夜ふかし』（日本テレビ）に定期的に出演することで有名な「フェフ姉さん」（奥野愛央衣）によく間違われたことがあったと話している[32]。
- 愛煙家である。交際していた恋人の影響でタバコを吸い始め、2022年時点でセブンスターのメンソール、電子たばこ、ピアニッシモを吸っている[33]。

## 賞レース等での成績
納言での成績については「納言_(お笑いコンビ)#賞レース成績」の節を参照。
R-1ぐらんぷり／R-1グランプリ
- 2015年 - 2回戦進出 ※「朝一番・小泉」名義
- 2016年 - 1回戦敗退 ※「薄幸」名義
- 2017年 - 1回戦敗退 ※「薄幸」名義
- 2020年 - 準々決勝進出 ※「納言 薄幸」名義
- 2021年 - 準々決勝進出 ※「薄幸」名義
- 2022年 - 準々決勝進出 ※「納言 薄幸」名義、ラストイヤー（当時）
- 2024年 - 準々決勝進出※「薄幸」名義

その他
- 2015年  第3回 かわいすぎる女芸人No.1決定戦〜大手プロダクション参戦SP〜  - 第6位
- 2017年 女芸人No.1決定戦 THE W - 2回戦進出

## 出演

### テレビ
- たけしの等々力ベース（BSフジ）
- 有吉ベース（フジテレビONE）
- ザ!世界仰天ニュース（日本テレビ）
- アメトーーク!（テレビ朝日）
- さんまのお笑い向上委員会（フジテレビ）
- かみひとえ（テレビ朝日） - 準レギュラー（大食い・アレンジ酒レシピ）
- 土曜スペシャル あさこ・梨乃・幸の5万円旅（2020年9月19日、2021年4月3日、テレビ東京）
- リフォーマーズの杖（2021年10月18日 - 2023年2月27日、NHK Eテレ） - リフォーマーズ（だらしない芸人群） 本人役[45]
- Powered by TV〜元気ジャパン〜（2022年10月8日 - 、TOKYO MX） - MC

### テレビドラマ
- 行列の女神～らーめん才遊記〜 第5話（2020年5月18日、テレビ東京）- 山下 役
- 警視庁・捜査一課長 season4 第15話（2020年8月27日、テレビ朝日） - 我満真代 役
- 科捜研の女 Season21 第12話（2022年2月24日、テレビ朝日） - ニーキュッパの女 役[46]
- 差出人は、誰ですか?（2022年10月11日 - 12月16日、TBS） - 小畑きみ 役[47]
- その結婚、正気ですか?（2023年8月7日 - 9月25日、TOKYO MX1） - のんちゃん 役[48]

### ウェブ番組
- スピードワゴンの月曜The NIGHT（2019年2月5日[49]、AbemaTV）第3回女性準レギュラー選手権
- おぎやはぎの「ブス」テレビ（2019年 - 2020年、AbemaTV）準レギュラー
- 納言幸のやさぐれ酒場（2020年9月3日 - 、YouTube「動画、はじめてみました【テレビ朝日公式】」）

### ラジオ
- 有吉弘行のSUNDAY NIGHT DREAMER (2020年6月7日、14日、21日、28日 - TOKYO FM） - アシスタント
- 号外!しゃべレーザー（2021年7月4日・SBSラジオ） - アシスタント ※ 特番
- 週刊!しゃべレーザー（2021年10月1日 - ・SBSラジオ） - アシスタント

### ウェブ連載
- QJ Web 「納言・薄幸の酔いどれコラム」[50]、ほか[51]

## 作品

### 出版
- 今宵も、夢追い酒場にて（2022年9月10日、幻冬舎、ISBN 978-4-3440-3883-7）[52][53]